# Who Dares Wins (Bolt Thrower)
Who Dares Wins è un album di raccolta del gruppo musicale inglese Bolt Thrower, pubblicato nel 1998.

## Tracce
1. Cenotaph – 4:05
2. Destructive Infinity – 4:14
3. Prophet of Hatred – 3:53
4. Realm of Chaos (live) – 2:46
5. Spearhead (Extended Remix) – 8:42
6. Crown of Life – 5:29
7. Dying Creed – 4:17
8. Lament – 5:37
9. World Eater '94 – 6:09
10. Overlord – 4:29

## Formazione
- Karl Willetts – voce
- Gavin Ward – chitarra
- Barry Thompson – chitarra
- Andrew Whale – batteria
- Jo Bench – basso